# Isopterygium chryseolum
Isopterygium chryseolum är en bladmossart som beskrevs av Bescherelle 1880. Isopterygium chryseolum ingår i släktet Isopterygium och familjen Hypnaceae. Inga underarter finns listade i Catalogue of Life.